# 김동만 (1893년)
김동만(金東晩, 1893년 ~ ?)은 일제강점기의 관료 겸 언론인으로 본적은 경기도 인천부이다.

## 생애
1914년 상전(上田)잠사전문학교를 졸업했으며 조선총독부 권업모범장을 받았다. 상해(上海, 상하이) 전기회사에서 근무한 뒤부터 장춘(長春, 창춘)에서 대륙상회를 경영했고 1923년 3월 23일 장춘 조선인청년회 설립위원을 역임했다. 1923년 10월부터 1924년 3월 16일까지 장춘 조선인회 회장을 역임했고 1928년 3월 17일 동아일보 장춘지국 고문으로 임명되었다. 1929년 4월부터 1934년 9월까지 장춘 조선인거류민회 회장을 역임했으며 일본군 주둔과 자위단 조직을 주장했다.
1931년 10월 20일부터 10월 21일까지 열린 전만조선인민회연합회(全滿朝鮮人民會聯合會) 창립대회에서 장춘 대표 의원으로 참석했으며 1933년 6월 만몽일보사 창립위원을 역임했다. 1933년 8월 《만몽일보》 주필을 역임했고 1934년 만주국 건국공로장을 받았다. 1935년 6월 만몽일보사 사장으로 임명되었고 1936년 《만몽일보》 편집장을 지냈다.
1939년 12월부터 1941년까지 만주국 협화회 수도계림분회 부회장을 역임하는 동안 조선인에게 일본 제국의 신민으로서의 자각을 강조하고 협화 운동에 동참할 것을 주장하는 등 일본의 재만 조선인 통제 정책에 적극 협력했다. 1940년 9월 조선인교육후원회 신경(新京, 신징) 지역 상무위원으로 임명된 뒤부터 일본의 황민화 교육 정책 시행에 적극 협력했다.
민족문제연구소의 친일인명사전 수록자 명단의 해외 부문, 친일반민족행위진상규명위원회가 발표한 친일반민족행위 705인 명단에 포함되었다.

## 참고자료
- 친일반민족행위진상규명위원회 (2009). 〈김동만〉. 《친일반민족행위진상규명 보고서 Ⅳ-2》. 서울. 162~176쪽.